# Repetidor inalámbrico

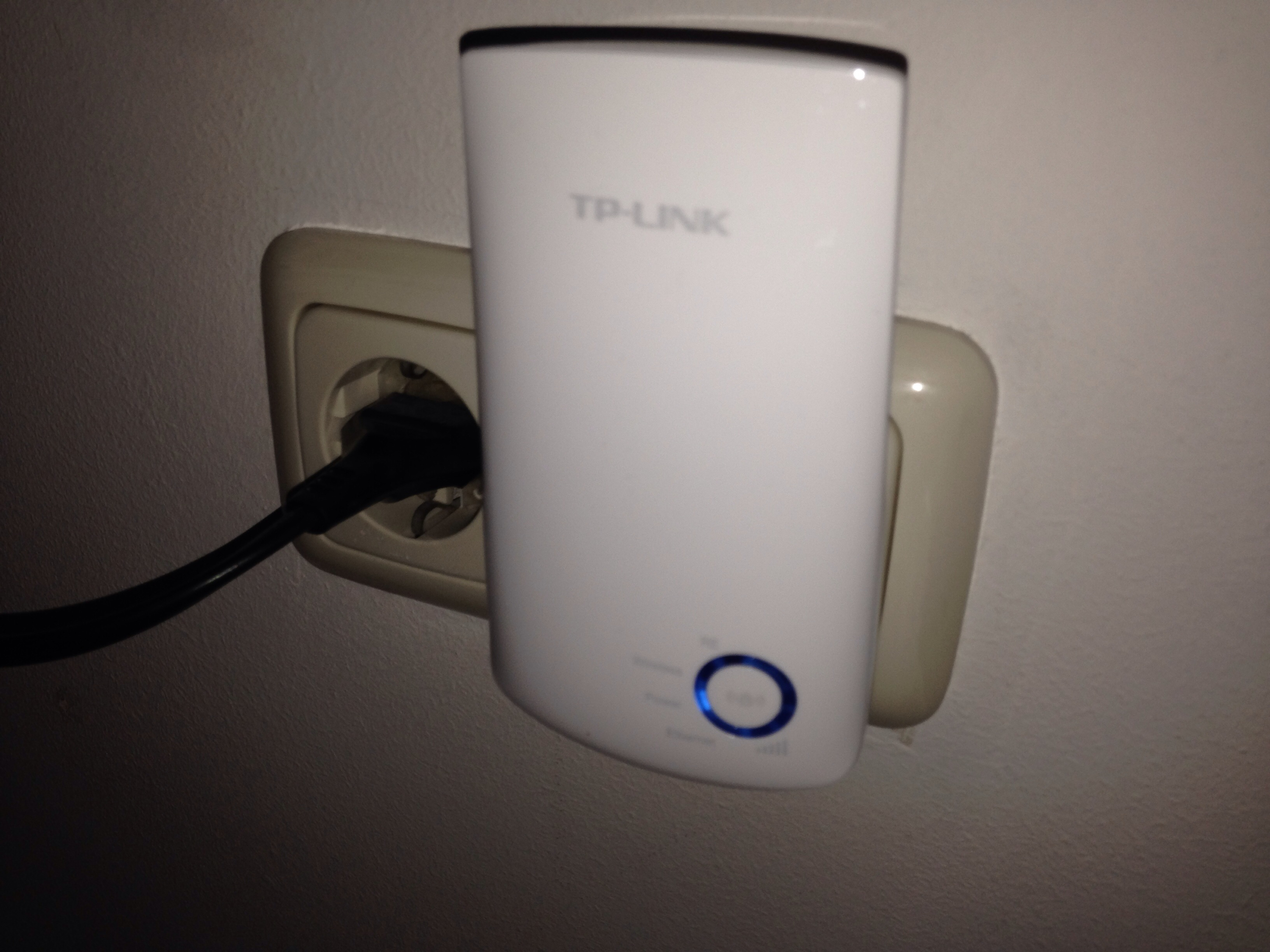
Repetidor inalámbrico

Un repetidor inalámbrico (también llamado repetidor wifi o extensor de alcance wifi ) es un dispositivo que a partir de una señal existente de un router inalámbrico o punto de acceso inalámbrico la retransmite para crear una segunda red. Cuando dos o más anfitriones deben conectarse entre sí mediante el protocolo IEEE 802.11 y la distancia es demasiado larga para que se establezca una conexión directa, se utiliza un repetidor inalámbrico para salvar la brecha de señal.

## Características
Puede ser un dispositivo de red informática autónomo especializado. Además, algunos controladores de interfaz de red inalámbrica (WNIC) admiten opcionalmente el funcionamiento en este modo. Los que estén fuera de la red primaria podrán mmaduro conectarse a través de la nueva red "repetida". Sin embargo, en cuanto al router o punto de acceso original, sólo está conectado el repetidor MAC, por lo que es necesario habilitar las funciones de seguridad en el repetidor inalámbrico. Los repetidores inalámbricos se utilizan habitualmente para mejorar el alcance y la fuerza de la señal en las casas y pequeñas oficinas.

## Wifi bridge
Un Wifi Bridge hace de repetidor inalámbrico de una red internet existente pero lo emite utilizando un nombre de red (SSID) y una contraseña diferentes. Esta aplicación puede crear dos redes individuales para dos grupos de usuarios que comparten una misma Red Internet. Este modo puente permite que dos routers coexistan sin ningún problema. Una vez que el modo puente está habilitado el router extendido crea esencialmente una nueva red.  No hay que confundirlo con Point to point Wifi Bridge.

## Usos
Los usos principales son:
- Cuando no hay ningún punto de acceso inalámbrico en una zona
- En una zona con muchas interferencias.
- La interferencia puede ser causada por muchos factores ambientales, tales como microondas (como un horno de microondas), aparatos metálicos o recubrimiento metálico o una línea de visión impedida.
- Cuando la distancia entre el ordenador y el punto de acceso inalámbrico o el enrutador inalámbrico es demasiado grande para que la tarjeta de interfaz de red inalámbrica interna reciba la señal inalámbrica.
- Cuando se necesita una red en un entorno con interferencias y múltiples ordenadores, redes o concentradores

## Inconvenientes
Debido a que sólo un dispositivo inalámbrico puede transmitirse a la vez, las transmisiones inalámbrica se duplican (enrutador al repetidor y luego repetidor al cliente en lugar de sólo router al cliente), y así:
- El rendimiento inalámbrico se reduce al menos un 50%.
- La interferencia inalámbrica (p. ej., con otras redes en el mismo canal) se duplica al menos.

## Conectividad
Algunos dispositivos de ampliación de alcance inalámbrico se conectan mediante un puerto USB. Estos adaptadores USB añaden capacidad Wi-Fi a los ordenadores de escritorio y otros dispositivos que tienen puertos USB estándar. El USB admite no sólo las transferencias de datos necesarias para la red, sino que también proporciona una fuente de alimentación para que estos adaptadores no requieran enchufes eléctricos. Algunos repetidores inalámbricos tienen una toma de corriente. Con estos repetidores, todavía puede utilizar la toma de pared mientras utiliza el repetidor. Algunos extensores de alcance wifi tienen un puerto Ethernet para proporcionar también una conexión por cable.

## Compatibilidad
Existen dispositivos de ampliación de alcance inalámbrico que se ajustan a todos los protocolos 802.11. La mayoría de dispositivos compatibles con 802.11 son compatibles con versiones anteriores. Sin embargo, 802.11ac funciona en 5 GHz y requiere un punto de acceso capaz de 5 Funcionamiento en GHz. 802.11ac es el estándar Wi-Fi más reciente y de tercera generación para redes domésticas inalámbricas. Los equipos 802.11ac son retrocompatibles con los equipos 802.11n, 802.11go 802.11b.
Un extensor de rango más antiguo no podrá repetir la señal de un router de nueva generación. La compatibilidad con el cifrado de seguridad también es importante y debe estar al mismo nivel de compatibilidad para que la señal se amplíe. Por ejemplo, un extensor de rango más antiguo que admita WEP y WPA no podrá aumentar una señal cifrada con WPA2 desde un router. 

## Alternativas
La mayoría de los repetidores inalámbricos (o extensores de alcance) están diseñados específicamente, pero algunos routers inalámbricos se pueden flashear con un firmware personalizado como DD-WRT para ofrecerles una opción de "extensor de alcance".
Una mejor opción para ampliar la cobertura inalámbrica es configurar una caja secundaria como punto de acceso inalámbrico, con una conexión por cable entre un puerto LAN de esta caja secundaria y un puerto LAN de la caja principal (un router). Si el cableado Ethernet no es una opción, una alternativa es la red eléctrica . Hay disponibles kits de extensión inalámbrico que consisten en un módulo adaptador de línea eléctrica (conectado al router inalámbrico) y un módulo de extensión inalámbrico (red eléctrica integrada y punto de acceso inalámbrico). 